# Inez Byland
Inez Saga Kristina Byland född Ottosson, född 24 juli 1890 i Dals-Eds församling, Älvsborgs län, död 19 september 1961 i Lerums församling, Älvsborgs län
, var en svensk konstnär. 
Hon var dotter till banmästaren K Ottosson och maka född Jansson. Gift 1914-1957 med Johan Byland 1883-1957.
Byland studerade konst för Sigfrid Ullman vid Valands målarskola i Göteborg 1934-1937 och i Paris 1938 samt under studieresor till Danmark och Norge. Separat ställde hon ut på Lilla Ateljén i Stockholm 1943 och på konstsalongen Rålambshof 1945. Hon medverkade i ett stort antal samlingsutställningar i flera västsvenska städer. Hennes konst var starkt Göteborgsbetonad.